# Mooreobdella melanostoma
Mooreobdella melanostoma (П'явка Мура чорнорота) — вид п'явок роду Mooreobdella родини Глоткові п'явки (Erpobdellidae).

## Опис
Загальна довжина становить 5,3 см, завширшки — 6,5 мм. Голова закруглена. Має 3 пари очей, з яких 1 пара розташована біля кінчика голови, інші 2 пари — з боків голови. Рот невеличкий, еліпсоподібний, діаметром 1,6 мм. Задня присоска має діаметр 4 мм. Тіло витончене, пласкувате. В кожному соміті є 5 кілець, які чітко розділені, особливо на череві. Кільця біля голови невеличкі. Сліпа кишка відсутня. Гонопори самців маленькі й циліндричні. Гонопори розділено 2 кільцями. Відстань від рота до цих гонопор становить 10 мм.
Забарвлення коричнево-кремувате з 2 паралельними темними смугами з боків від голови до задньої присоски. Навколо рота і на задній присосці присутня чорна пляма. Звідси походить назва цієї п'явки.

## Спосіб життя
Воліє до невеличких річок, дренажних систем, каналів, ставків та озер. Часто тримається листяної або дерев'яної підстилки. Є хижаком, що полює на дрібних водних безхребетних, яких заковтує цілком.
Відкладають гладенькі, витягнуті на кінцях кокони з яйцями, які прикріплюють до твердої поверхні на дні. Інкубаційний період триває 3—4 тижні.

## Розповсюдження
Поширена в США в системі Міссісіпі — Огайо до Мексиканської затоки на півдні та штату Каліфорнія на заході.